# Avenida DeKalb (estación)
Avenida DeKalb es una estación en la línea de la Cuarta Avenida y la línea Brighton del Metro de Nueva York de la B del Brooklyn–Manhattan Transit Corporation (BMT). Localizada en la intersección con la Avenida Dekalb y la Avenida Flatbush en Brooklyn. La estación es servida en varios horarios por los trenes del servicio , , , ,  y 